# Ombésa
Ombésa är en ort i Kamerun.   Den ligger i regionen Centrumregionen, i den centrala delen av landet, 90 km norr om huvudstaden Yaoundé. Ombésa ligger 459 meter över havet och antalet invånare är 1 833.
Terrängen runt Ombésa är platt. Trakten runt Ombésa är glesbefolkad, med 12 invånare per kvadratkilometer. Närmaste större samhälle är Bafia, 16,8 km norr om Ombésa. Trakten runt Ombésa är en mosaik av jordbruksmark och naturlig växtlighet.